# Lijst van nummer 1-hits in Italië in 2007
Deze hits stonden in 2007 op nummer 1 in de FIMI Single Top 20, de bekendste hitlijst in Italië.
| Datum        | Artiest                        | Titel                     |
| ------------ | ------------------------------ | ------------------------- |
| 4 januari    | U2 & Green Day                 | The saints are coming     |
| 11 januari   | Laura Pausini                  | Io canto                  |
| 18 januari   | U2                             | Window in the skies       |
| 25 januari   | U2                             | Window in the skies       |
| 1 februari   | U2                             | Window in the skies       |
| 8 februari   | U2                             | Window in the skies       |
| 15 februari  | Brenda & Daniele Battaglia     | Vorrei dirti che è facile |
| 22 februari  | Brenda & Daniele Battaglia     | Vorrei dirti che è facile |
| 1 maart      | Mika                           | Grace Kelly               |
| 8 maart      | Paolo Meneguzzi                | Musica                    |
| 15 maart     | Jennifer Lopez                 | Qué hiciste               |
| 22 maart     | Jennifer Lopez                 | Qué hiciste               |
| 29 maart     | Fabrizio Moro                  | Pensa                     |
| 5 april      | Avril Lavigne                  | Girlfriend                |
| 12 april     | Avril Lavigne                  | Girlfriend                |
| 19 april     | Beyoncé & Shakira              | Beautiful liar            |
| 26 april     | Beyoncé & Shakira              | Beautiful liar            |
| 3 mei        | Beyoncé & Shakira              | Beautiful liar            |
| 10 mei       | Beyoncé & Shakira              | Beautiful liar            |
| 17 mei       | Vasco Rossi                    | Extended play             |
| 24 mei       | Vasco Rossi                    | Extended play             |
| 31 mei       | Vasco Rossi                    | Extended play             |
| 7 juni       | Vasco Rossi                    | Extended play             |
| 14 juni      | Vasco Rossi                    | Extended play             |
| 21 juni      | Vasco Rossi                    | Extended play             |
| 28 juni      | Vasco Rossi                    | Extended play             |
| 5 juli       | Vasco Rossi                    | Extended play             |
| 12 juli      | Vasco Rossi                    | Extended play             |
| 19 juli      | Vasco Rossi                    | Extended play             |
| 26 juli      | Vasco Rossi                    | Extended play             |
| 2 augustus   | Vasco Rossi                    | Extended play             |
| 9 augustus   | Vasco Rossi                    | Extended play             |
| 16 augustus  | Vasco Rossi                    | Extended play             |
| 23 augustus  | Vasco Rossi                    | Extended play             |
| 30 augustus  | Vasco Rossi                    | Extended play             |
| 6 september  | Vasco Rossi                    | Extended play             |
| 13 september | Vasco Rossi                    | Extended play             |
| 20 september | Vasco Rossi                    | Extended play             |
| 27 september | Vasco Rossi                    | Extended play             |
| 4 oktober    | Vasco Rossi                    | Extended play             |
| 11 oktober   | Eros Ramazzotti & Ricky Martin | Non siamo soli            |
| 18 oktober   | Eros Ramazzotti & Ricky Martin | Non siamo soli            |
| 25 oktober   | Eros Ramazzotti & Ricky Martin | Non siamo soli            |
| 1 november   | Eros Ramazzotti & Ricky Martin | Non siamo soli            |
| 8 november   | Eros Ramazzotti & Ricky Martin | Non siamo soli            |
| 15 november  | Eros Ramazzotti & Ricky Martin | Non siamo soli            |
| 22 november  | Eros Ramazzotti & Ricky Martin | Non siamo soli            |
| 29 november  | Eros Ramazzotti & Ricky Martin | Non siamo soli            |
| 6 december   | Eros Ramazzotti & Ricky Martin | Non siamo soli            |
| 13 december  | Eros Ramazzotti & Ricky Martin | Non siamo soli            |
| 20 december  | Eros Ramazzotti & Ricky Martin | Non siamo soli            |
| 27 december  | Vasco Rossi                    | The singles collection    |